# سیارک ۱۲۶۲
سیارک ۱۲۶۲ (به انگلیسی: 1262 Sniadeckia، نامگذاری:1933FE) هزار و دویست و شصت و دومین سیارک کشف شده‌است که در ۲۳ مارس ۱۹۳۳ کشف شد.
قدر مطلق سیارک برابر ۱۰٫۲۵ است.